# San Gregorio d’Ippona
San Gregorio d'Ippona község (comune) Olaszország Calabria régiójában, Vibo Valentia megyében.

## Fekvése
A megye központi részén fekszik. Határai: Francica, Jonadi, San Costantino Calabro és Vibo Valentia.

## Története
Első említése a 13-14. századból származik. Középkori épületeinek nagy része az 1783-as calabriai földrengésben elpusztult. A 19. század elején vált önálló községgé, amikor a Nápolyi Királyságban felszámolták a feudalizmust.

## Népessége
A népesség számának alakulása

## Főbb látnivalói
- San Gregorio Magno-templom